# Silvestro Belli
Silvestro Belli, italijanski rimskokatoliški duhovnik, škof in kardinal, * 29. december 1781, Anagni, † 9. september 1844, Jesi.

## Življenjepis
14. decembra 1840 je bil povzdignjen v kardinala in pectore.
12. julija 1841 je bil ponovno povzdignjen v kardinala in imenovan za kardinal-duhovnika S. Balbina.
24. januarja 1842 je bil imenovan za škofa Jesija in 24. februarja istega leta je prejel škofovsko posvečenje.